# 馬格諾利亞 (明尼蘇達州)
馬格諾利亞（英語：Magnolia）是一個位於美國明尼蘇達州羅克縣的城市。

## 歷史
馬格諾利亞於1891年成立，1894年升格為城市。馬格諾利亞的郵局自1886年起營運至今。

## 人口
根據2020年美國人口普查的數據，馬格諾利亞的面積為2.07平方千米，皆為陸地。當地共有人口196人，而人口密度為每平方千米95人。